# Eleocharis tortilis
Eleocharis tortilis är en halvgräsart som först beskrevs av Heinrich Friedrich Link, och fick sitt nu gällande namn av Schult.. Eleocharis tortilis ingår i släktet småsäv, och familjen halvgräs. Inga underarter finns listade i Catalogue of Life.